# Fiat 306
Il Fiat 306 è un modello di autobus prodotto dalla divisione specifica dell'azienda italiana Fiat Veicoli Industriali.
È stato lanciato nel 1956 per rimpiazzare il Fiat 682RN, derivato dall'omonimo autocarro: era la prima volta che un autobus veniva progettato ex novo come tale, e non come allestimento particolare della meccanica di un camion.

## Carrozzerie
Il Fiat 306 verrà prodotto in 3 serie, con una longevità di 26 anni: il 306/2 fu lanciato nel 1960, mentre il 306/3 nel 1962, con una carrozzeria che si evolveva con i tempi.
Il Fiat 306 era disponibile nella taglia classica di 11 metri sotto forma di telaio destinato alla Cansa e a carrozzieri esterni alla stessa Fiat, per versioni di linea e gran turismo. In particolare è stato carrozzato da Renzo Orlandi, Officine Padane, Garbarini, Barbi, De Simon, Bianchi, Menarini, Viberti, Portesi, Varesina, Scall, Casaro/Seac, Sirio. Macchi ne costruirà una versione urbana speciale.
Esteticamente il Fiat 306/3 Cameri, prodotto dalla Cansa, somigliava molto al Fiat 343 Cameri.

## Motorizzazione
La principale novità è costituita dal nuovo motore a sogliola Fiat, così nominato per la forma molto ribassata che ne consentiva una disposizione centrale, sotto il pianale. Ne vennero prodotte diverse versioni:
- Fiat 203 a 6 cilindri in linea, con cilindrata di 10676 cm³ ed erogante 140 cv di potenza.  Il cambio era a 4 marce con riduttore.
- Fiat 203H a 6 cilindri in linea, con cilindrata di 10676 cm³ ed erogante 144 cv di potenza.  Il cambio era a 4 marce con riduttore.
- Fiat 203HS a 6 cilindri in linea, con cilindrata di 10676 cm³ e turbocompressore, erogante 175 cv di potenza.  Il cambio era a 4 marce con riduttore.
- Fiat 203H/61 a 6 cilindri in linea, con cilindrata di 11548 cm³ ed erogante 173 cv di potenza.  Il cambio era a 4 marce con riduttore.

## Diffusione
Il 306 ha avuto una grandissima diffusione in Italia; la sua produzione è cessata nel 1982, tre anni dopo il Fiat 308 e il Fiat 343. Tutti son stati rimpiazzati dall'Iveco 370 lanciato nel 1977.